# グランドホテル (宝塚歌劇)
『グランドホテル』は、同名のミュージカル作品の宝塚歌劇団による上演版。月組公演。

## 解説
※『宝塚歌劇100年史（舞台編）』の宝塚大劇場公演初演参考。
ベルリンのグランドホテルで、様々な人物が一日半のうちに色々な人生模様を繰り広げるヴィッキー・バウムの小説を舞台化したミュージカル作品『グランドホテル』。1989年にブロードウェイで幕を開け、トミー・チューンの演出、振付の舞台は、その年のトニー賞を5部門で受賞した。1993年の宝塚初演では、不治の病にかかり全財産を現金に換金してホテルにやってきたオットーを主人公にするなど、宝塚風にアレンジをして上演している。

## 公演データ
1993年
- 4月2日 - 5月10日（新人公演：4月20日）　宝塚大劇場
- 7月2日 - 7月31日（新人公演：7月13日）　東京宝塚劇場

形式名は「グリコスペシャル ザ・ミュージカル」。
涼風真世の宝塚サヨナラ公演で宝塚大劇場公演は宝塚歌劇団79期生の初舞台公演演目であった。
本公演における併演作品は『BROADWAY BOYS』
2017年
- 1月1日 - 1月30日（新人公演：1月17日）　宝塚大劇場
- 2月21日 - 3月26日（新人公演：3月9日）　東京宝塚劇場

珠城りょうのトップお披露目公演。演出は岡田敬二、生田大和が担当。
本公演における併演作品は『カルーセル輪舞曲（ロンド）』（作・演出は稲葉太地）
|                                                                       | ラファエラ | エリック | フラムシェン |
| --------------------------------------------------------------------- | ---------- | -------- | ------------ |
| 宝塚･･･1月1日（日）-1月10日（火） 東京･･･3月2日（木）-3月5日（日）    | 暁千星     | 朝美絢   | 早乙女わかば |
| 宝塚･･･1月12日（木）-1月17日（火） 東京･･･2月21日（火）-3月1日（水）  | 朝美絢     | 暁千星   | 海乃美月     |
| 宝塚･･･1月19日（木）-1月24日（火） 東京･･･3月18日（土）-3月26日（日） | 暁千星     | 朝美絢   | 海乃美月     |
| 宝塚･･･1月26日（木）-1月30日（月） 東京･･･3月7日（火）-3月16日（木）  | 朝美絢     | 暁千星   | 早乙女わかば |

## スタッフ（1993年）
※氏名の後ろに「宝塚」「東京」の文字がなければ両劇場共通。
- 演出：トミー・チューン/岡田敬二/ニキ・ハリス。
- 振付：トミー・チューン/ニキ・ハリス
- 音響監督・作曲補：ウォーリー・ハーバー
- 翻訳：小田島雄志
- 訳詞：岩谷時子
- 音楽監督：吉崎憲治
- 音楽指揮：野村陽児（宝塚）、伊沢一郎（東京）
- 装置：大橋泰弘
- 衣装：任田幾英
- 照明：勝柴次朗
- 音響：加門清邦
- 小道具：万波一重
- 効果：川ノ上智洋
- 演出補：中村暁
- 演出助手：木村信司/藤井大介
- 振付助手：御織ゆみ乃
- 装置補：新宮有紀
- 衣装補：田口美香
- 舞台進行：川口俊一
- 通訳：柴沼明子
- 特殊照明協力：関東電機株式会社
- 制作：佐分孝
- 製作担当：伊藤万寿夫（東京）

## 主な配役
青背景が主演男役、ピンク背景が主演娘役を示す。不明点は空白とする。
|                                  | 1993年月組 | 2017年月組             |
| -------------------------------- | ---------- | ---------------------- |
| オットー・クリンゲライン         | 涼風真世   | 美弥るりか             |
| フリーダ・フラムシェン           | 麻乃佳世   | 早乙女わかば/ 海乃美月 |
| ラファエラ・オッタニオ           | 天海祐希   | 暁千星/ 朝美絢         |
| フェリックス・フォン・ガイゲルン | 久世星佳   | 珠城りょう             |
| エリザヴェッタ・グルーシンスカヤ | 羽根知里   | 愛希れいか             |
| オッテルンシュラーグ             | 汝鳥伶     | 夏美よう               |
| ヘルマン・プライジング           | 箙かおる   | 華形ひかる             |
| ジゴロ                           | 萬あきら   | 紫門ゆりや             |
| 伯爵夫人                         | 若央りさ   | 憧花ゆりの             |
| ジミーA                          | 真織由季   | 千海華蘭               |
| ジミーB                          | 越はるき   | 夢奈瑠音               |
| ローナー                         | 葵美哉     | 輝月ゆうま             |
| エリック                         | 汐風幸     | 朝美絢/ 暁千星         |
| ショーファー                     | 嘉月絵理   | 宇月颯                 |
| マダム・ピーピー                 | 梨花ますみ | 夏月都                 |
| トッツィ                         | 舞希彩     | 咲希あかね             |
| サンダー                         | 大峯麻友   | 綾月せり               |
| ウィット                         | 真山葉瑠   | 光月るう               |
| ベル・キャップテン               | 旭麻里     | 響れおな               |

|                                  | 1993年月組    | 2017年月組 |
| -------------------------------- | ------------- | ---------- |
| オットー・クリンゲライン         | 汐風幸        | 風間柚乃   |
| フリーダ・フラムシェン           | 風花舞        | 結愛かれん |
| ラファエラ・オッタニオ           | 彩輝直        | 蓮つかさ   |
| フェリックス・フォン・ガイゲルン | 成瀬こうき    | 夢奈瑠音   |
| エリザヴェッタ・グルーシンスカヤ | 那津乃咲      | 海乃美月   |
| オッテルンシュラーグ             | 嘉月絵理      | 颯希有翔   |
| ヘルマン・プライジング           | 鷹悠貴        | 春海ゆう   |
| ジゴロ                           | 樹里咲穂      | 蒼真せれん |
| 伯爵夫人                         | 卯城薫        | 叶羽時     |
| ジミーA                          | 祐輝薫 水月静 | 周旺真広   |
| ジミーB                          | 祐輝薫 水月静 | 蘭尚樹     |
| エリック                         | 一紗まひろ    | 礼華はる   |
| ショーファー                     | 藤代真希      | 輝生かなで |
| マダム・ピーピー                 | 時由布花      | 桃歌雪     |
| トッツィ                         | 朝吹南        | 美園さくら |
| サンダー                         | 美郷真也      | 佳城葵     |
| ウィット                         | 名城あおい    | 蒼瀬侑季   |
| ベル・キャップテン               | 松平瑠美      | 蒼矢朋季   |